# Tatort: Mordkommando
Mordkommando ist ein österreichischer Fernsehkrimi von und mit Fritz Eckhardt aus dem Jahr 1982, Regie führte Jochen Bauer. Er entstand als 142. Folge der Kriminalreihe Tatort und war der zwölfte Tatort-Fall für Marek. Marek hat es diesmal mit den Entführungsplänen einer Terroristengruppe und dem Mord an einem verdeckten Ermittler zu tun.

## Handlung
Direkt vor Mareks Büro wird spätabends, als Marek noch arbeitet, ein Mann namens Klaus Mayrhofer ermordet. Auf seiner Beerdigung spricht Bezirksinspektor Wirz Leopold Gallasch an, den er durch vorherige Ermittlungen kennt, und nimmt ihn mit aufs Revier. Marek erfährt auf der Beerdigung von Dr. Wagel, dass es sich bei Mayrhofer um einen Beamten der Staatspolizei gehandelt hat, die Staatspolizei hatte Kenntnis von einer Terroristengruppe und den Toten dort eingeschleust. Offensichtlich ist er innerhalb der Organisation als Polizist erkannt worden und musste deshalb sterben. Er hatte in seinen Anzug eine Nachricht mit drei Namen von Großindustriellen eingenäht, die offensichtlich als Terrorziele in Frage kommen. Marek bekommt den Auftrag von der Staatspolizei, diese Industriellen zu beschützen. Gallasch sagt Wirz gegenüber aus, dass er nur zufällig in die Beerdigung geraten war, Wirz schickt ihn weg, weil er ihm nichts nachweisen kann und auch nicht glaubt, dass er etwas mit dem Tod von Mayrhofer zu tun hat. Gallasch wird auf einem Donauschiff von Rada angesprochen, einer Komplizin von seinem Auftraggeber Ivanitsch, diese maßregelt ihn, weil er sich bei der Beerdigung von Wirz hat erwischen lassen. Sie droht ihm, dass sie ihn beseitigen lässt, wenn er noch einen Fehler macht oder abspringt.
Marek und seine Leute suchen die drei Großindustriellen auf, keiner der drei gibt sich sonderlich beeindruckt von der scheinbaren Terrorgefahr. Ivanitsch sucht Rada in Prag auf, sie ist dort für den Geheimdienst tätig. Ivanitsch berichtet ihr, dass Gallasch ein Problem geworden sei und auf eigene Rechnung Erpressungen durchführe, Rada beauftragt Ivanitsch, Gallasch zu beseitigen. Sie sagt ihm eine neue Identität zu, seine Bitte, offiziell überlaufen zu können, lehnt sie allerdings ab. Hella Reschke, die Sekretärin von Direktor Jochmann, einem der drei möglichen Terroropfer, ruft anonym bei der Direktion an und sagt gegenüber Berntner und Wirz aus, dass sie eine Aussteigerin aus der Gruppe sei und sagt Datum und Uhrzeit, jedoch nicht den Ort des Anschlages ihre ehemaligen Gruppe namens „Oktober“ voraus. Marek nimmt den Hinweis jedoch nicht ernst und trifft sich unterdessen mit seinem Informanten Molitor in der Sauna. Molitor erzählt Marek von Gallasch und dass dieser die drei Geschäftsleute kontaktiert und von jedem 100.000 Schilling verlangt habe, weil diese angeblich von Terroristen umgebracht werden sollten. Nach Übergabe des Geldes hätte er ihnen Informationen über die Terroristen geliefert. In Wahrheit gebe es allerdings keine Terroristengruppe, Gallasch sei lediglich im Spionagegeschäft tätig. Marek informiert Dr. Wagel von der Staatspolizei, doch diesem sagt der Name Gallasch nichts. Dr. Wagel hält allerdings nichts von Molitors These, dass es keine Terroristengruppe gebe.
Direktor Jochmann bestätigt gegenüber Inspektor Berntner die Erpressung und die angeblichen Mordpläne gegen ihn und beschließt, sich ins Ausland in Sicherheit zu bringen. Wirz trifft sich mit der Generaldirektorin Zeller und spricht sie auf die Erpressung an, diese räumt ein, dass der Erpresser sie anrief und ihr von einer geplanten Entführung erzählte. Sie hat jedoch keine Angst und ließ sich deshalb nicht auf die Erpressung ein. Ivanitsch sucht Gallasch auf und spricht ihn auf die Erpressungen an. Dieser bestreitet die Erpressungen, verrät sich allerdings, Ivanitsch tötet Gallasch daraufhin. In diesem Moment klingelt Marek an der Tür, Ivanitsch gibt sich ihm gegenüber als Gallasch aus. Marek spricht Ivanitsch auf Gallaschs Erpressungen an und möchte Ivanitsch als Gallasch aufs Kommissariat mitnehmen, was Ivanitsch ablehnt. Ivanitsch behauptet, als Gallasch lediglich die Geschäftsleute habe warnen wollen, Marek verzichtet auf eine Hausdurchsuchung. Direktor Rück, der dritte der potentiellen Terroropfer, eröffnet seiner Tochter Edda, dass er bedroht werde. Ihr Freund äußert daraufhin etwas von Entführungen, obwohl Rück dies nicht erwähnt hatte. Rück möchte seine Tochter für eine Weile aus Wien wegschicken, doch sie lehnt ab. Marek nimmt den Hinweis des anonymen Anrufs wieder auf, da Zeller und Jochmann am Tag des geplanten Anschlags nicht in Wien sein werden, konzentriert sich Marek auf Rück. Von Wirz erfährt Marek, dass Gallasch in seiner Wohnung erschossen wurde. Aufgrund eines Fotos erkennt Marek, dass er nicht Gallasch, sondern dem Mörder gegenüber stand. Kurz darauf bekommen sie einen weiteren anonymen Anruf von Hella Reschke, die die Warnung erneuert.
Zur fraglichen Uhrzeit stürmen vier bewaffnete junge Männer das Grundstück der Villa Rück, die Polizei ist mit einem Großaufgebot zur Stelle und erschießt einen der Angreifer, die übrigen ergeben sich. Bei dem Toten handelt es sich um den Freund seiner Tochter. Marek macht es stutzig, dass der vereitelte Angriff nicht zu den im Vorfeld von der Staatspolizei vermuteten Plänen passte. Er kehrt mit seinem Team noch einmal um zur Villa, tatsächlich können die Beamten dort einen zweiten Angriff, diesmal von einer Gruppe um Hella Reschke, vereiteln und die Beteiligten festnehmen. Der erste Angriff war lediglich ein Ablenkungsmanöver. Marek kommt darauf, dass Edda Rück die Tür für die Terroristen geöffnet haben muss. Edda gesteht, dass sie Teil der Gruppe war und Beihilfe geleistet hat. Florian Ivanitsch wurde unterdessen am Flughafen festgenommen.

## Entstehung & Veröffentlichung
Mordkommando war der zwölfte und vorletzte Tatort-Fall um Oberinspektor Marek. Fritz Eckhardt fungierte nicht nur als Hauptdarsteller, sondern schrieb auch das Drehbuch. Michael Janisch, der spätere Inspektor Fichtl, hat hierin seinen ersten Tatort-Auftritt. Die Maske verantwortete Alexandra Pekarek. Die Saunaszene wurde auf vielfachen Wunsch, insbesondere der weiblichen Zuschauer, von Fritz Eckhardt eingebaut. Mordkommando erreichte bei seiner Erstausstrahlung 16,82 Mio. Zuschauer, was einer Einschaltquote von 48,0 % entsprach.
TV Spielfilm bewertete den Film mittelmäßig, kommentierte: „Das Gewicht der Marek-Episode liegt auch in diesem Fall auf der Selbstdarstellung Fritz Eckhardts. Leider fehlt es am (teilweise unfreiwilligen) Humor, der die anderen Folgen auszeichnet“ und resümierte daher: „Nicht der beste Krimi mit Fritz Eckhardt“.